# Simon Ngapandouetnbu
Simon Brady Ngapandouetnbu (Foumban, 12 de abril de 2003) es un futbolista franco-camerunés que juega como portero en el Montpellier H. S. C. de la Ligue 2 francesa.

## Trayectoria
Comenzó su carrera en el Olympique de Marsella "II" en 2019, contando también con oportunidades en el banquillo del primer equipo.

## Selección nacional
Ngapandouetnbu nació en Camerún pero ha vivido la mayor parte de su vida en Francia, por lo que estuvo en la mira de los equipos inferiores de ambos países; en 2019, fue uno de los candidatos de la selección sub-17 de Camerún para jugar la Copa Mundial de Fútbol de ese año, y en septiembre de 2021, fue preseleccionado para los partidos de clasificación de CAF para la Copa Mundial de Fútbol de 2022 de la selección absoluta, sin embargo, no formó parte de ninguno de los equipos y dos meses después del último, fue convocado por la selección sub-19 de Francia para los partidos de clasificación para el Campeonato de Europa Sub-19 de la UEFA 2022, en los que no llegó a debutar. En septiembre de 2022 fue convocado por primera vez con la selección de fútbol de Camerún absoluta para varios partidos amistosos, en los que, sin embargo, no llegó a debutar.
Fue convocado para la disputa de la Copa Mundial de Fútbol de 2022.

## Clubes
| Club                       | País    | Año       |
| -------------------------- | ------- | --------- |
| Olympique de Marsella "II" | Francia | 2019      |
| Olympique de Marsella      | Francia | 2019-2025 |
| Nîmes Olympique (cedido)   | Francia | 2024-2025 |
| Montpellier H. S. C.       | Francia | 2025-     |